# Oranti di Tell Asmar

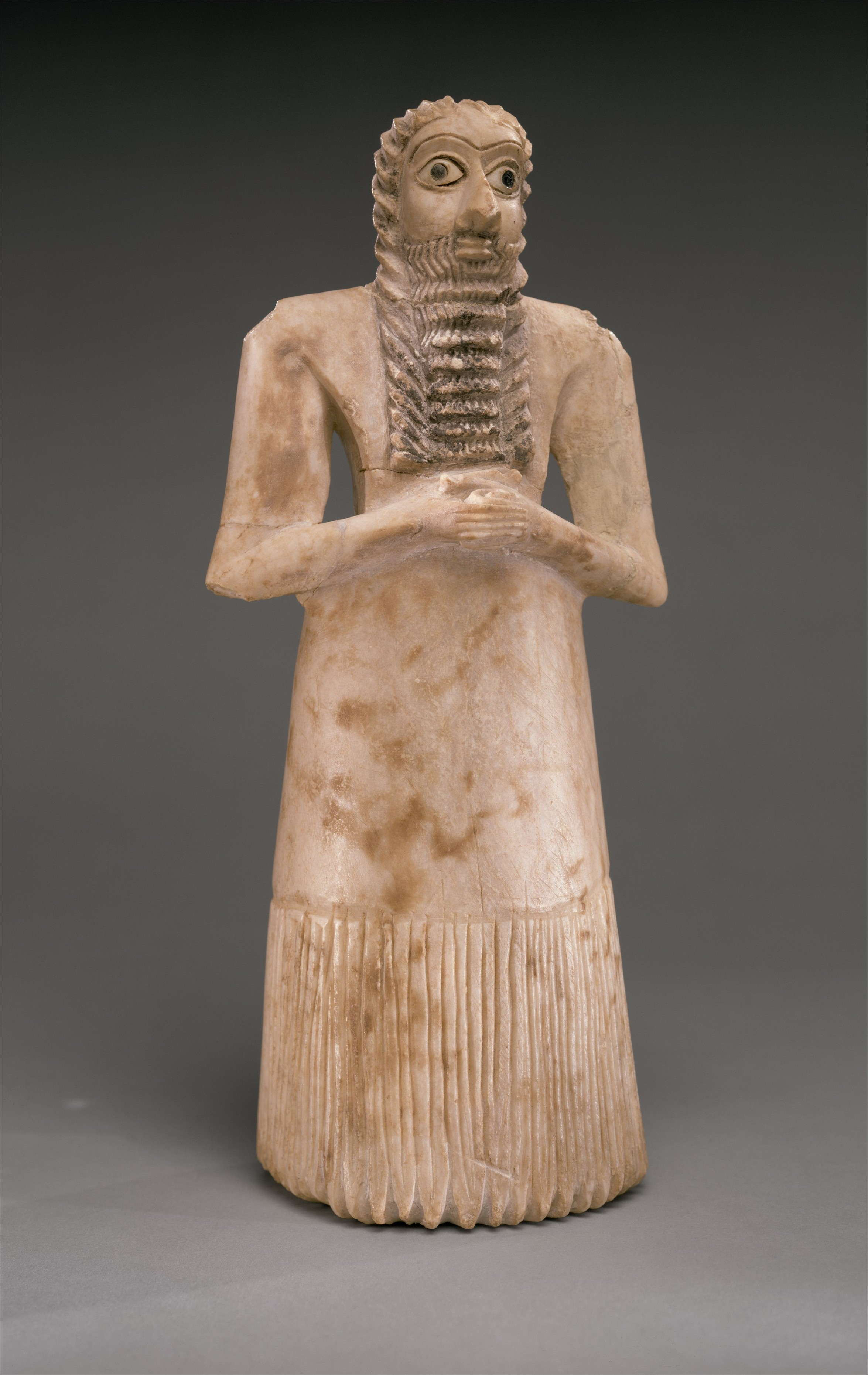
Adoratore sumero, in alabastro con occhi di conchiglia. Una delle dodici statuette.

Il nome di oranti di Tell Asmar è attribuito al ritrovamento delle 12 statuette votive di origine sumera, rinvenute tra il 1933 e 1934 durante una campagna archeologica in Iraq. Risalgono ad un periodo compreso tra il 2900 a.C. e il 2500 a.C. e variano in altezza da 21 cm a 72 cm. Queste non rappresentano altro che fedeli in posizione di preghiera e venivano collocate nei luoghi di culto in modo da rappresentare le persone reali che, per via delle loro occupazioni, non avrebbero potuto adempiere al loro debito di preghiera.
Il tesoro è stato scoperto in un tempio dedicato ad Abu, l'antico dio della fertilità del Vicino Oriente. Le prove dalle rovine della prima dinastia a Khafajah suggeriscono che le statue potrebbero essere state disposte lungo le pareti del santuario sul pavimento o su una bassa panca di mattoni di fango prima di essere sepolte.